# Targa Florio

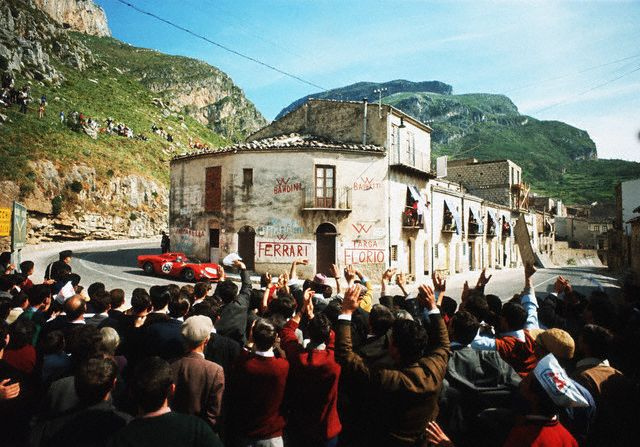
Zatáčka v obci Collesano, rok 1965

Targa Florio je automobilový závod, který se jezdí v sicilském pohoří Madonie, start a cíl je ve městě Cerda. Založil ho v roce 1906 obchodník s vínem a automobilový závodník Vincenzo Florio. Závod je mimořádně náročný, jezdí se v horském terénu na úzkých cestách se šotolinovým povrchem, na trati je více než osm set ostrých zatáček. První ženou účastnící se Targa Florio byla Eliška Junková v roce 1927 kde odstoupila v druhém kole, ale v roce 1928 skončila na pátém místě celkově a první mezi amatéry. V roce 1973 byla Targa Florio z bezpečnostních důvodů vyřazena z mistrovství světa sportovních vozů, od roku 1977 se jezdí pouze jako součást italského šampionátu v rallye. Nejvíc vítězství v historii závodu (jedenáct) má automobilka Porsche, která podle závodu pojmenovala model Targa.
Targa Florio se jako samostatný závod konal 61. ročníků, od roku 1906 do roku 1977. V letech 1915, 1916, 1917 a 1918 byl závod zrušen v důsledku první světové války, v letech 1941, 1942, 1943, 1944 a 1945 v důsledku druhé světové války. Nekonal se ani v letech 1946 a 1947.
| Ročník   | Rok  | Vítěz                                              | Vítěz            |
| Ročník   | Rok  | Pilot                                              | Značka           |
| -------- | ---- | -------------------------------------------------- | ---------------- |
| I.       | 1906 | Alessandro Cagno                                   | Itala            |
| II.      | 1907 | Felice Nazzaro                                     | FIAT             |
| III.     | 1908 | Vincenzo Trucco                                    | Isotta Fraschini |
| IV.      | 1909 | Francesco Ciuppa                                   | SPA              |
| V.       | 1910 | Franco Tullio Cariolato                            | Franco           |
| VI.      | 1911 | Ernesto Ceirano                                    | SCAT             |
| VII.     | 1912 | Cyril Snipe/Pedrini                                | SCAT             |
| VIII.    | 1913 | Felice Nazzaro                                     | Nazzaro          |
| IX.      | 1914 | Ernesto Ceirano                                    | SCAT             |
| X.       | 1919 | André Boillot                                      | Peugeot          |
| XI.      | 1920 | Guido Meregalli                                    | Nazzaro          |
| XII.     | 1921 | Giulio Masetti                                     | FIAT             |
| XIII.    | 1922 | Giulio Masetti                                     | Mercedes         |
| XIV.     | 1923 | Ugo Sivocci                                        | Alfa Romeo       |
| XV.      | 1924 | Christian Werner                                   | Mercedes         |
| XVI.     | 1925 | Meo Costantini                                     | Bugatti          |
| XVII.    | 1926 | Meo Costantini                                     | Bugatti          |
| XVIII.   | 1927 | Emilio Materassi                                   | Bugatti          |
| XIX.     | 1928 | Albert Divo                                        | Bugatti          |
| XX.      | 1929 | Albert Divo                                        | Bugatti          |
| XXI.     | 1930 | Achille Varzi                                      | Alfa Romeo       |
| XXII.    | 1931 | Tazio Nuvolari                                     | Alfa Romeo       |
| XXIII.   | 1932 | Tazio Nuvolari                                     | Alfa Romeo       |
| XXIV.    | 1933 | Antonio Brivio                                     | Alfa Romeo       |
| XXV.     | 1934 | Achille Varzi                                      | Alfa Romeo       |
| XXVI.    | 1935 | Antonio Brivio                                     | Alfa Romeo       |
| XXVII.   | 1936 | Constantino Magistri                               | Lancia           |
| XXVIII.  | 1937 | Francesco Severi                                   | Maserati         |
| XXIX.    | 1938 | Giovanni Rocco                                     | Maserati         |
| XXX.     | 1939 | Luigi Villoresi                                    | Maserati         |
| XXXI.    | 1940 | Luigi Villoresi                                    | Maserati         |
| XXXII.   | 1948 | Clemente Biondetti/Igor Troubetzkoy                | Ferrari          |
| XXXIII.  | 1949 | Clemente Biondetti/Aldo Benedetti                  | Ferrari          |
| XXXIV.   | 1950 | Mario Bornigia/Franco Bornigia                     | Alfa Romeo       |
| XXXV.    | 1951 | Franco Cortese                                     | Frazer Nash      |
| XXXVI.   | 1952 | Felice Bonetto                                     | Lancia           |
| XXXVII.  | 1953 | Umberto Maglioli                                   | Lancia           |
| XXXVIII. | 1954 | Piero Taruffi                                      | Lancia           |
| XXXIX.   | 1955 | Stirling Moss/Peter Collins                        | Mercedes-Benz    |
| XL.      | 1956 | Umberto Maglioli                                   | Porsche          |
| XLI.     | 1957 | Fabio Colonna                                      | FIAT             |
| XLII.    | 1958 | Luigi Musso/Olivier Gendebien                      | Ferrari          |
| XLIII.   | 1959 | Edgar Barth/Wolfgang Seidel                        | Porsche          |
| XLIV.    | 1960 | Joakim Bonnier/Hans Herrmann                       | Porsche          |
| XLV.     | 1961 | Wolfgang von Trips/Olivier Gendebien               | Ferrari          |
| XLVI.    | 1962 | Willy Mairesse/Ricardo Rodriguez/Olivier Gendebien | Ferrari          |
| XLII.    | 1963 | Joakim Bonnier/Carlo Mario Abate                   | Porsche          |
| XLVIII.  | 1964 | Colin Davis/Antonio Pucci                          | Porsche          |
| XLIX.    | 1965 | Nino Vaccarella/Lorenzo Bandini                    | Ferrari          |
| L.       | 1966 | Willy Mairesse/Herbert Müller                      | Porsche          |
| LI.      | 1967 | Paul Hawkins/Rolf Stommelen                        | Porsche          |
| LII.     | 1968 | Umberto Maglioli/Vic Elford                        | Porsche          |
| LIII.    | 1969 | Gerhard Mitter/Udo Schutz                          | Porsche          |
| LIV.     | 1970 | Joseph Siffert/Brian Redman                        | Porsche          |
| LV.      | 1971 | Nino Vaccarella/Antoine Hezemans                   | Alfa Romeo       |
| LVI.     | 1972 | Arturo Merzario/Sandro Munari                      | Ferrari          |
| LVII.    | 1973 | Herbert Müller/Gijs van Lennep                     | Porsche          |
| LVIII.   | 1974 | Gérard Larrousse/Amilcare Ballestrieri             | Lancia           |
| LIX.     | 1975 | Nino Vaccarella/Arturo Merzario                    | Alfa Romeo       |
| LX.      | 1976 | Armando Floridia/Eugenio Renna                     | Osella           |
| LXI.     | 1977 | Raffaele Restivo/Alfonso Merendino                 | Chevron          |